# 스와미
스와미(산스크리트어: स्वामी)는 힌두교에서 고행의 길(산야사)을 선택했거나 비슈누파 수도단에 입문한 남성 또는 여성 고행자에게 주어지는 존칭이다. 주어의 이름(보통 채택된 종교적 이름) 앞이나 뒤에 사용된다.
스와미라는 단어의 산스크리트 어근의 의미는 "자기 자신과 합일된 사람"(스와는 "자아"를 의미)이며, 대략 "자기 자신을 알고 주인인 사람"으로 번역할 수 있다. 이 용어는 특정 요가 체계에 통달했거나 하나 이상의 힌두교 신에 대한 깊은 헌신(바크티)을 보여준 사람을 가리키는 경우가 많다. 옥스퍼드 영어 사전은 이 어원을 다음과 같이 설명한다:
힌두교도들이 존칭으로 사용하는 힌디어 스바미('주인, 군주, 왕자')는 <같은 의미의 산스크리트어 스바민, 신의 우상이나 사원을 뜻하기도 한다.

직접적인 호칭 형태 또는 스와미의 이름을 대신하여 스와미지(스와미지 또는 스와미지라고도 함)로 표기하는 경우가 많다.
현대 가우디야 비슈누파에서 스와미는 전통적으로 고스와미와 함께 바크티시단타 사라스바티의 가우디야 칸타하라에게 주어진 산냐시의 108개 이름 중 하나이기도 하다.
스와미는 하리아나주, 우타르프라데시주, 라자스탄주에 있는 바이라기 카스트의 성이기도 하다. 벵골어에서 ([ˈʃami]로 발음되는) 단어는 그것의 원래 의미를 가지고 있지만, 다른 맥락에서 "남편"의 의미도 가지고 있다. 이 단어는 또한 말레이어로 "남편"을 의미하는데, 그 철자는 수아미, 크메르어로 "아사메즈"와 "오디야"이다. 태국어로 "남편"을 뜻하는 단어인 사미(สามี) 또는 스와미(สวามี)는 동계어이다.

## 각
1. ↑  Brewer, E. Cobham (2009).  Rockwood, Camilla, 편집. 《Brewer's Dictionary of Phrase and Fable》. London: Chambers Harrap. "Swami" entry. ISBN 9780550104113. OL 2527037W..
2. 1 2  . Springer Verlag. |제목=이(가) 없거나 비었음 (도움말)
3. ↑  “swami”. 《Oxford English Dictionary》. Oxford University Press. 2011. 2011년 8월 31일에 확인함.
4. ↑  Narasingha, Bhakti Gaurava. “Bhaktivedanta”. 《Sri Narasingha Chaitanya Ashram》. 2022년 1월 5일에 확인함.
5. ↑  “Istilah Malaysia”. 《Pusat Rujukan Persuratan Melayu》. Dewan Bahasa dan Pustaka Malaysia. 2013년 5월 31일에 확인함.